# More (Shropshire)
Pour les articles homonymes, voir More.
More est une paroisse civile et un village du Shropshire, en Angleterre.